# Comuna Ocna de Fier, Caraș-Severin
Ocna de Fier este o comună în județul Caraș-Severin, Banat, România, formată numai din satul de reședință cu același nume.

Pe strada Vale la numărul 113 se află Muzeul de Mineralogie Estetică a Fierului „Constantin Gruescu”, în casa lui Constantin Gruescu.

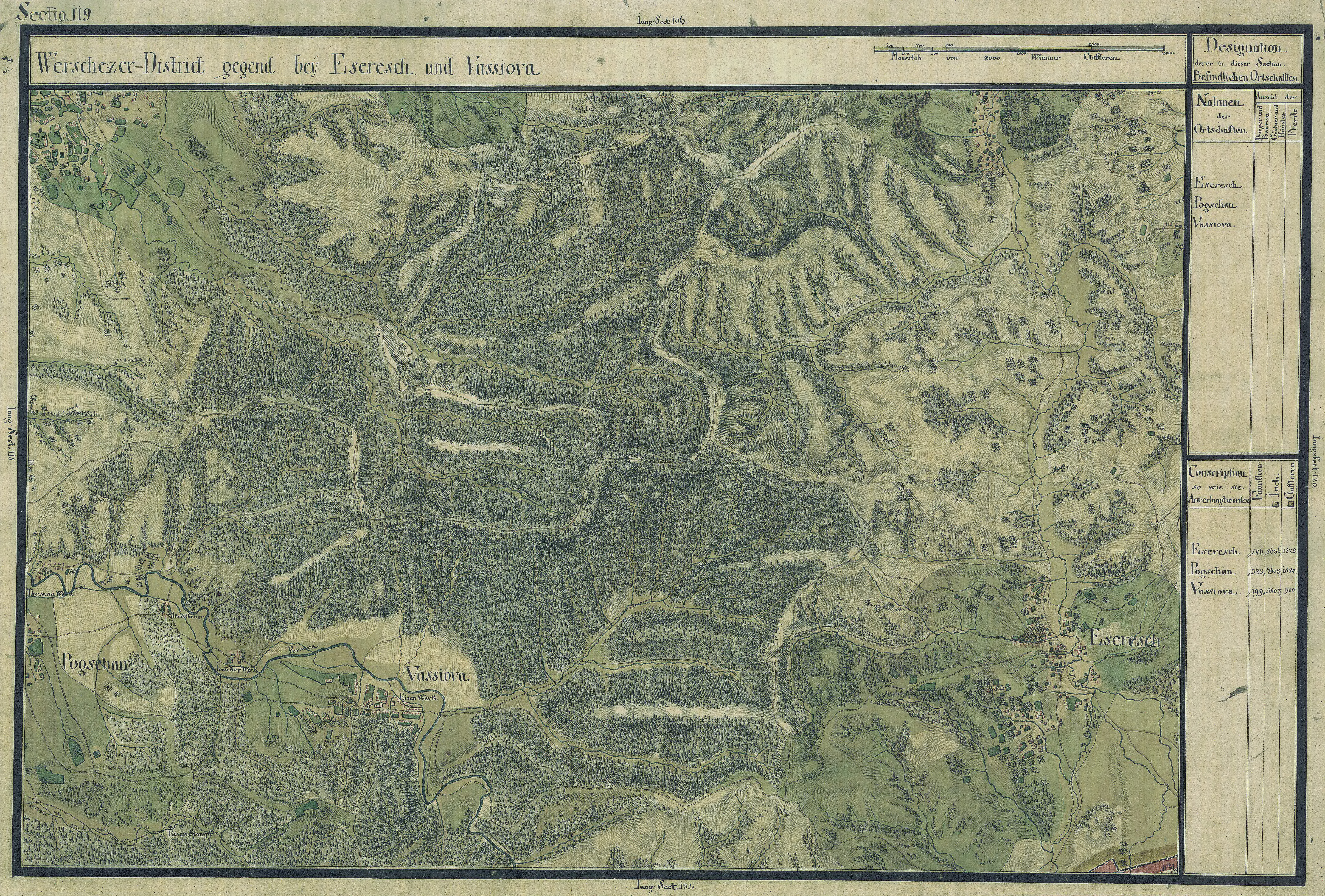
Ocna de Fier în Harta Iosefină a Banatului, 1769-72

## Demografie
Componența etnică a comunei Ocna de Fier
     Români (91,39%)
     Alte etnii (0,35%)
     Necunoscută (8,26%)
Componența confesională a comunei Ocna de Fier
     Ortodocși (77,15%)
     Penticostali (11,42%)
     Alte religii (2,64%)
     Necunoscută (8,79%)
Conform recensământului efectuat în 2021, populația comunei Ocna de Fier se ridică la 569 de locuitori, în scădere față de recensământul anterior din 2011, când fuseseră înregistrați 656 de locuitori. Majoritatea locuitorilor sunt români (91,39%), iar pentru 8,26% nu se cunoaște apartenența etnică. Din punct de vedere confesional, majoritatea locuitorilor sunt ortodocși (77,15%), cu o minoritate de penticostali (11,42%), iar pentru 8,79% nu se cunoaște apartenența confesională.

## Politică și administrație
Comuna Ocna de Fier este administrată de un primar și un consiliu local compus din 9 consilieri. Primarul, Petru Petrișor Panescu[*], de la Partidul Național Liberal, este în funcție din 2016. Începând cu alegerile locale din 2024, consiliul local are următoarea componență pe partide politice:
|  | Partid                    | Consilieri | Componența Consiliului | Componența Consiliului | Componența Consiliului | Componența Consiliului | Componența Consiliului |
|  | ------------------------- | ---------- | ---------------------- | ---------------------- | ---------------------- | ---------------------- | ---------------------- |
|  | Partidul Național Liberal | 5          |                        |                        |                        |                        |                        |
|  | Partidul Social Democrat  | 4          |                        |                        |                        |                        |                        |